# Karcsúmajomformák

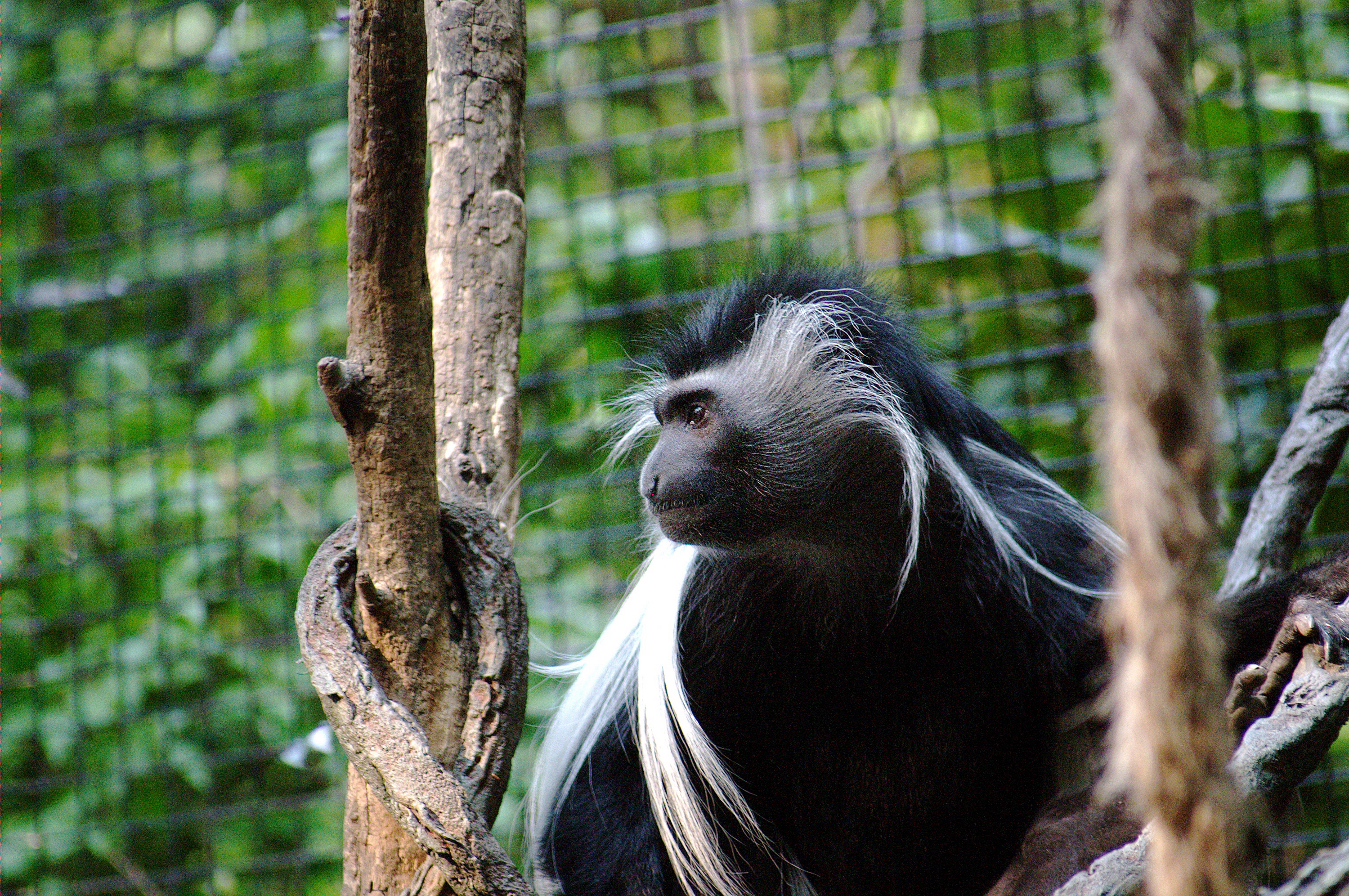
Angolai kolobusz (Colobus angolensis)

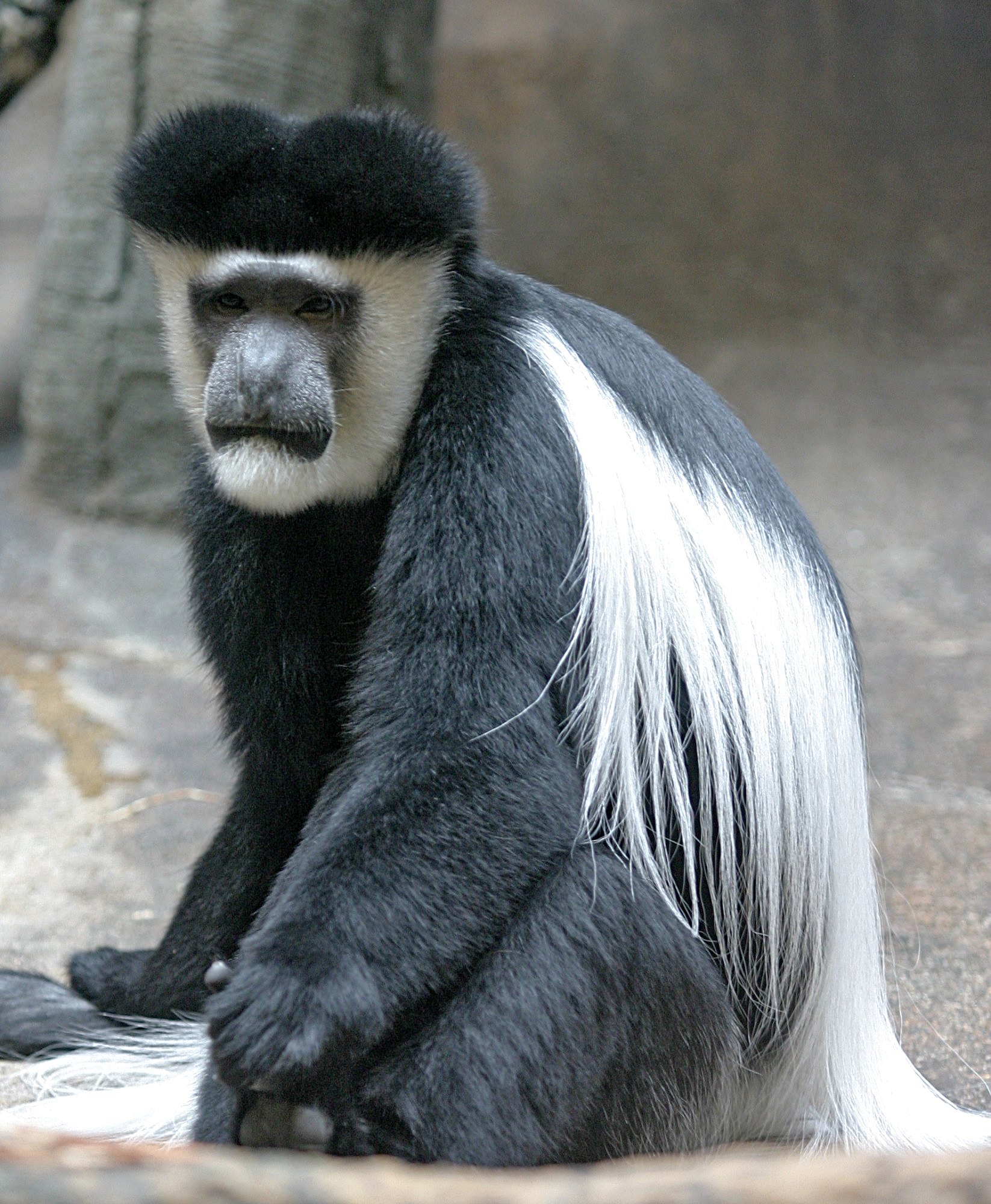
Zászlósfarkú kolobusz (Colobus guereza)

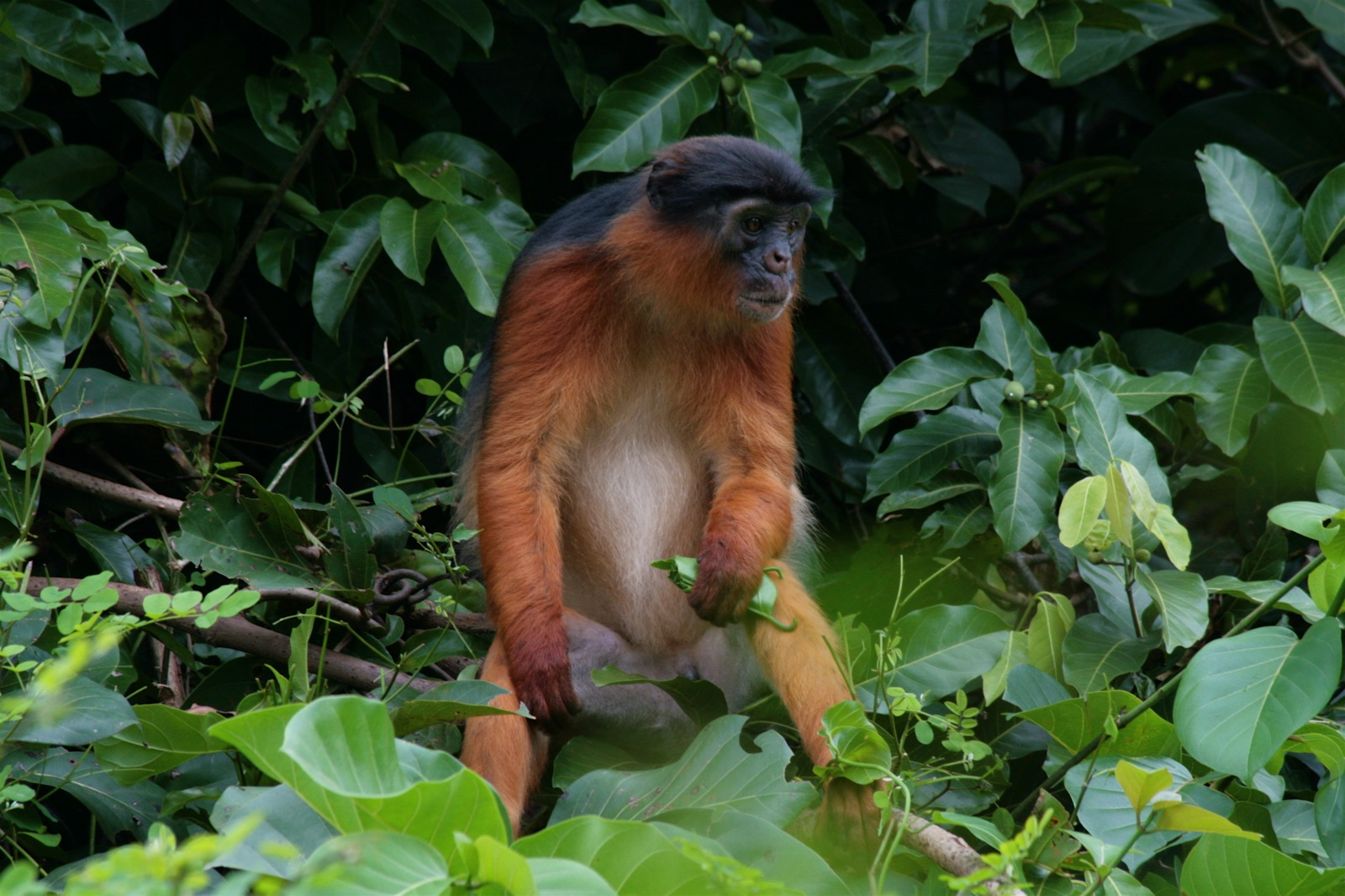
Nyugati vöröskolobusz (Piliocolobus badius)

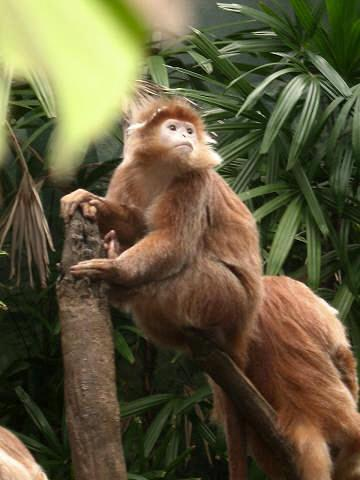
Fekete langur (Trachypithecus auratus)

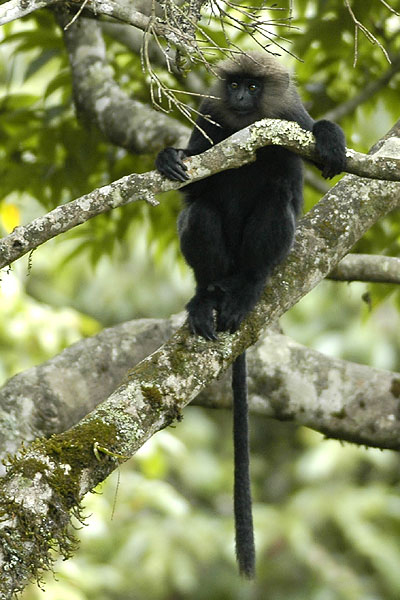
Nilgiri-langur (Trachypithecus johnii)

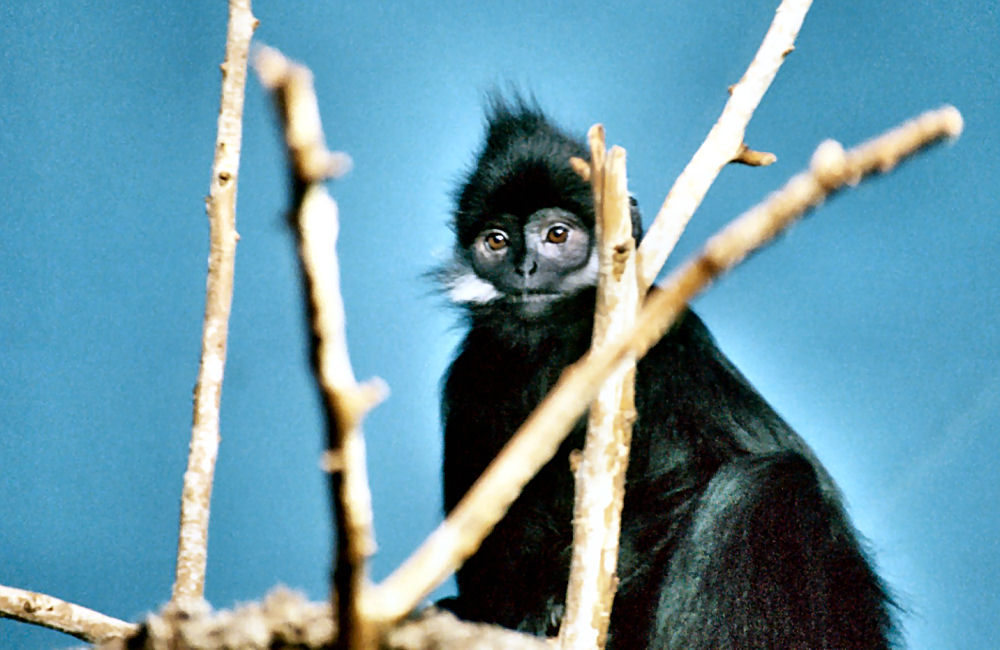
François-langur (Trachypithecus francoisi)

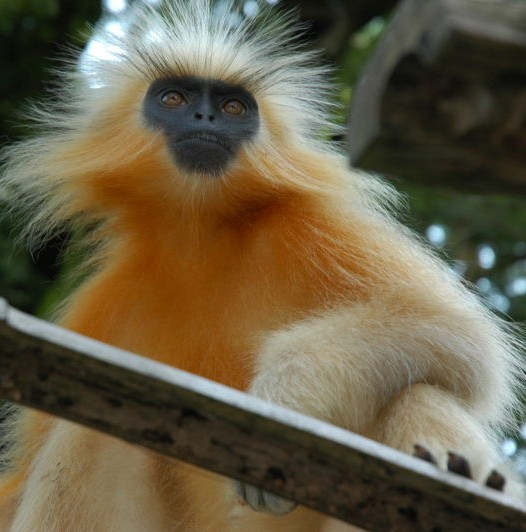
Aranylangur (Trachypithecus geei)

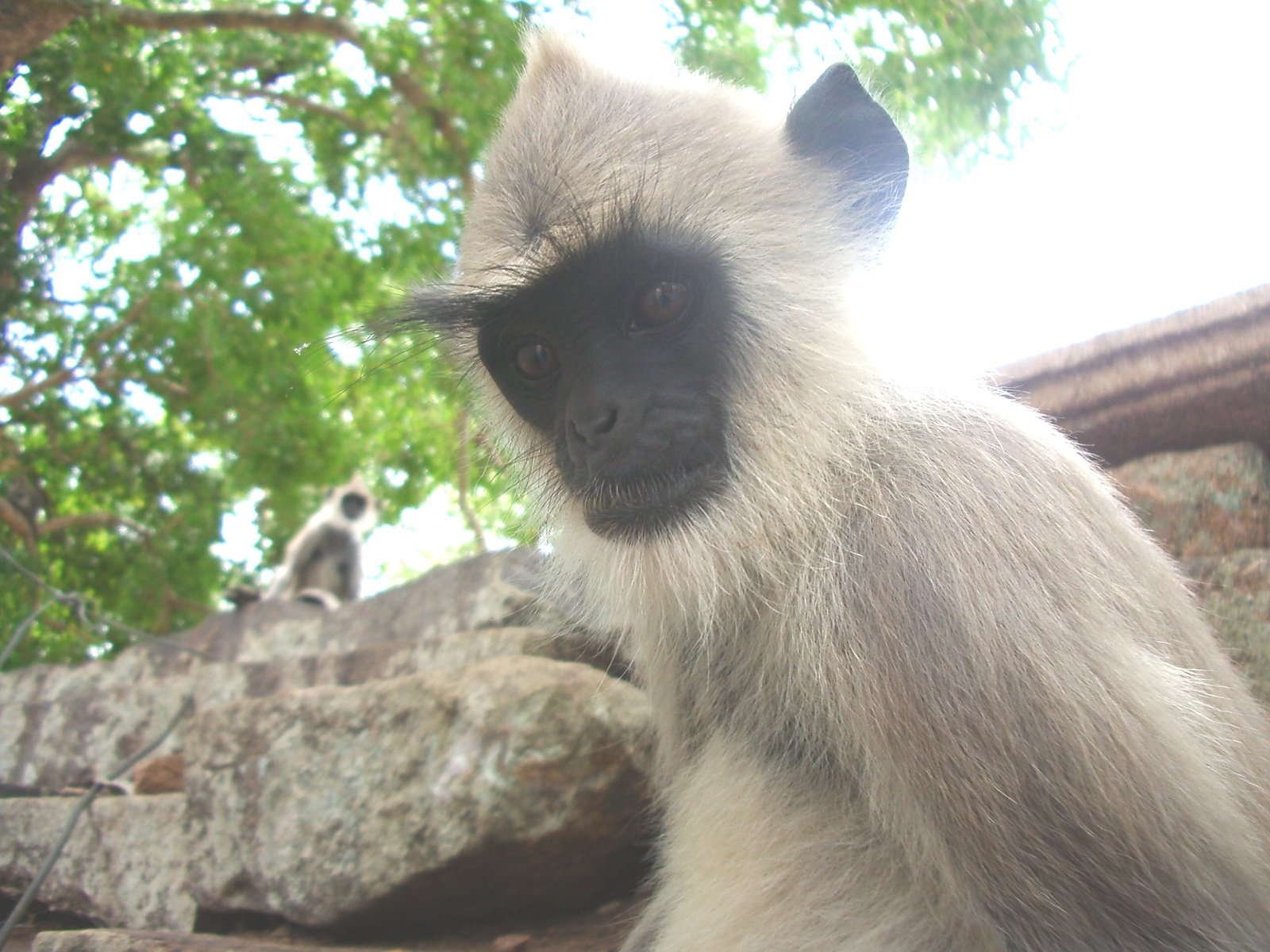
Közönséges hulmán (Semnopithecus entellus)

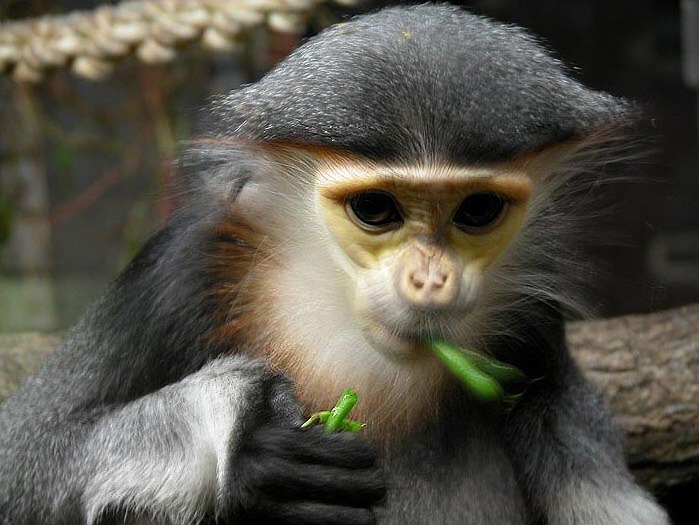
Tarka karcsúmajom (Pygathrix nemaeus)

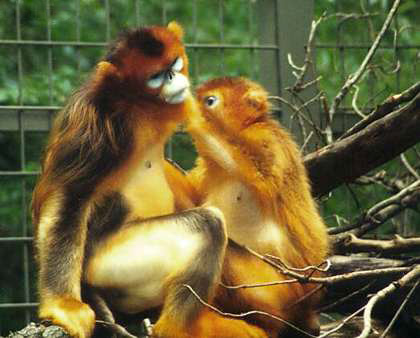
Arany piszeorrú majom (Rhinopithecus roxellanae)

A karcsúmajomformák (Colobinae) a főemlősök (Primates) rendjében az óvilági majmok közé tartozó cerkóffélék (Cercopithecidae) családjának egyik alcsaládja. Afrikai fajaikat gerezamajmok vagy kolobuszok, az ázsiaiakat langurok vagy hulmánok néven is emlegetik, és a nagyorrú majmok is ide tartoznak .

## Elterjedésük, élőhelyük
Dél-Ázsia szárazföldje, Srí Lanka és az indo-maláji szigetvilág a langurok hazája. Kisebb-nagyobb csapatokban élnek itt az erdőségben, legszívesebben a folyópartok közelében, azonban nem kevésbé szívesen a falvak és ültetvények szomszédságában is; mivel majdnem mindenütt kímélik őket, rendkívül kellemes életet élnek. Alapvetően Indiára és a vele határos szigetvilágra jellemzőek. Ezzel szemben a gerezák Nyugat-Afrika trópusi esőerdeiben élnek.

## Megjelenésük, életmódjuk
Mint nevük is mutatja, a karcsúmajmok termete filigrán. A végtagjaik hosszúak, finomak, a farkuk igen hosszú, a fejük lekerekített (kicsiny és magas), arcuk csupasz, arcorruk megrövidült. Nincsenek pofazacskóik; ülőgumóik igen kicsinyek. Csontvázuk a gibbonokéra emlékeztet; ujjaik hosszúak; kezük hüvelykujja kissé megrövidült (emiatt időnként kacskakezű majmoknak is nevezik őket), kézujjaikon lapos a köröm. A szőrük finom, többnyire pasztellszínekben játszik, fejükön a szőr gyakran jóval hosszabb. Valamennyi fajnak van torokzacskója, de ennek mérete fajonként rendkívül változó.
Az erdőségekben rendesen húsz-harmincfős csapatokban járnak táplálék után. Ritkán ereszkednek le a földre, legfeljebb, ha a lehullott gyümölcsöt akarják összeszedni. Az egyik fa ágairól a majmok többségéhez hasonlóan vízszintes testtartással ugranak át a másik fa valamivel alacsonyabban levő ágaira; korlátozottan ugrás közben is képesek irányt változtatni. Főleg különféle növényi részeket esznek: gyümölcsöket, rügyeket, leveleket és virágokat; állati táplálékot szinte egyáltalán nem. A gyomruk rekeszes, hogy a sok rostot tartalmazó táplálékot (leveleket) meg tudják emészteni.

## Rendszertani felosztásuk
Az alcsalád tíz nemet fog össze:
- Colobus (Illiger, 1811) – fekete-fehér kolobuszmajmok – 5 faj
  - Ördögkolobusz (Colobus satanas)
  - Királykolobusz (Colobus polykomos)
  - Angolai kolobusz (Colobus angolensis)
  - Zászlósfarkú kolobusz (Colobus guereza)
  - Geoffroy-kolobusz (Colobus vellerosus)

- Procolobus – 1 (12) faj. Egyes szerzők a Piliocolobus nem fajait is idesorolják
  - Törpe vöröskolobusz (Procolobus verus)

- Piliocolobus (Kerr, 1792) – vörös kolobuszmajmok – 11 faj
  - Nyugati vöröskolobusz (Piliocolobus badius)
  - Bouvier-vöröskolobusz (Piliocolobus bouiveri)
  - Piliocolobus epieni
  - Közép-afrikai vöröskolobusz (Piliocolobus foai)
  - Uzungwa-vöröskolobusz (Piliocolobus gordonorum)
  - Zanzibári vöröskolobusz (Piliocolobus kirkii)
  - Keleti vöröskolobusz (Piliocolobus pennantii)
  - Preuss-vöröskolobusz (Piliocolobus preussi)
  - Tana-kolobusz (Piliocolobus rufomitratus)
  - Ugandai vöröskolobusz (Piliocolobus tephrosceles)
  - Thollon-vöröskolobusz (Piliocolobus tholloni)

- Presbytis (Eschscholtz, 1821) – levélmajmok és szurilisz – 11 faj
  - Mentawai-szigeteki langur (Presbytis potenziani)
  - Natuna langur (Presbytis natunae)
  - Jávai langur (Presbytis comata)
  - Sarawak langur (Presbytis chrysomelas)
  - Fehérhomlokú langur (Presbytis frontata)
  - Sávos langur (Presbytis femoralis)
  - Fehércombú langur (Presbytis siamensis)
  - Kontyos langur (Presbytis melalophos)
  - Barna langur (Presbytis rubicunda)
  - Thomas-langur (Presbytis thomasi)
  - Hose-langur (Presbytis hosei)

- Trachypithecus (Reichenbach, 1862) – 17 faj
  - Bíborarcú langur (Trachypithecus vetulus)
  - Nilgiri-langur (Trachypithecus johnii)
  - Delacour-langur (Trachypithecus delacouri)
  - Laoszi langur (Trachypithecus laotum)
  - Ha Tinh-i langur (Trachypithecus hatinhensis)
  - François-langur (Trachypithecus francoisi)
  - Fekete langur (Trachypithecus auratus)
  - Ezüstös langur (Trachypithecus cristatus)
  - Barbe-langur (Trachypithecus barbei)
  - Álarcos langur (Trachypithecus obscurus)
  - Phayre-langur (Trachypithecus phayrei)
  - Sapkás langur (Trachypithecus pileatus)
  - Aranylangur (Trachypithecus geei)
  - Trachypithecus ebenus
  - Trachypithecus germaini
  - Trachypithecus poliocephalus
  - Trachypithecus shortridgei

- Semnopithecus (Desmarest, 1822) – hulmánok – 7 faj
  - Kasmíri hulmán (Semnopithecus ajax)
  - Dussumier-hulmán (Semnopithecus dussumieri)
  - Közönséges hulmán (Semnopithecus entellus)
  - Tarai-hulmán (Semnopithecus hector)
  - Feketelábú hulmán (Semnopithecus hypoleucos)
  - Déli hulmán (Semnopithecus priam)
  - Nepáli hulmán (Semnopithecus schistaceus)

- Pygathrix (É. Geoffroy, 1812) – 2 faj
  - Tarka karcsúmajom (Pygathrix nemaeus)
  - Feketelábú karcsúmajom (Pygathrix nigripes)
  - Szürkelábú karcsúmajom (Pygathrix cinerea)

- Rhinopithecus (Milne-Edwards, 1872) – piszeorrú majmok – 3 faj
  - Arany piszeorrú majom (Rhinopithecus roxellana)
  - Jünnani piszeorrú majom (Rhinopithecus bieti)
  - Szürke piszeorrú majom (Rhinopithecus brelichi)
  - Vietnámi piszeorrú majom (Rhinopithecus avunculus)
  - Burmai piszeorrú majom (Rhinopithecus strykeri)

- Nasalis (É. Geoffroy, 1812) – 1 faj
  - Borneói nagyorrúmajom (Nasalis larvatus)

- Simias (Miller, 1903) – 1 faj
  - Tömpeorrú majom vagy malacfarkú langur (Simias concolor vagy Nasalis concolor)

Ezeket az utóbbi időben két nemzetségbe csoportosítják: a gerezamajmokhoz (Colobina) sorolva az afrikai Colobus, Piliocolobus, Procolobus, a hulmánok és nagyorrú majmok (Presbytina) közé pedig az ázsiai Presbytis, Trachypithecus, Semnopithecus, Nasalis, Pygathrix, Rhinopithecus és Simias nemeket. A két nemzetség fejlődési vonala mintegy 10 millió éve, a földtörténet eocén időszakában különült el. Más rendszerek az ázsiai nemzetséget kettéválasztják, a Presbytis, Trachypithecus és a Semnompithecus a langurok közé, a Pygathrix, Rhinopithecus, Nasalis és Simias nemek a "szabálytalan orrú" majmok közé tartoznak.